# Боудник, Владимир

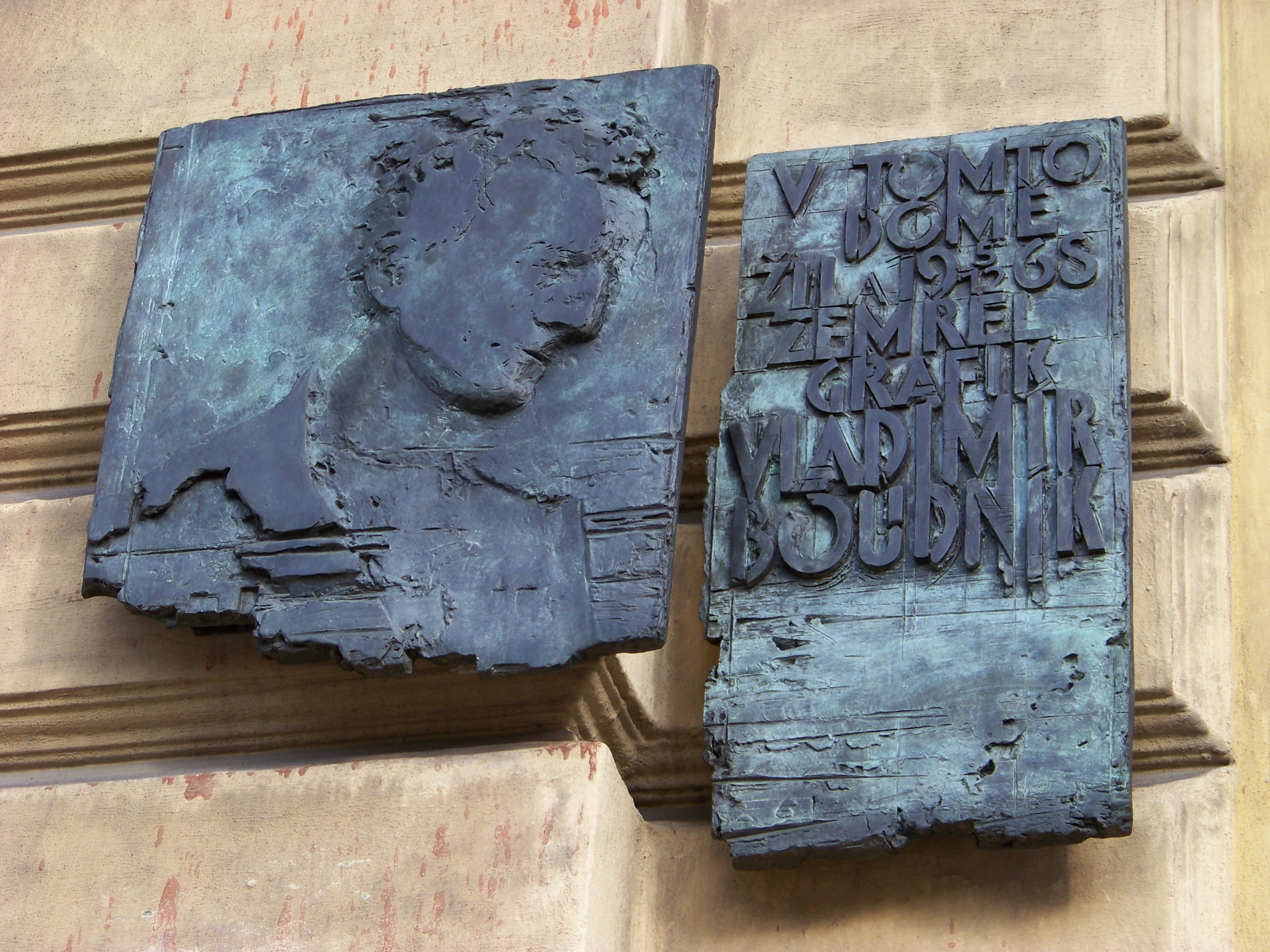
Мемориальная доска на доме, в котором жил и умер Владимир Боудник.

Вла́димир Бо́удник (чеш. Vladimír Boudník; 17 марта 1924, Прага — 5 декабря 1968, там же) — чешский живописец и график.

## Биография
Владимир Боудник получил образование механика.
Во время Второй мировой войны был отправлен в Германию на принудительные работы.
После войны Боудник изучал графику в художественной школе, а также работал на металлургическом заводе в Кладно инструментальщиком.
В 1968 году погиб во время экспериментов с удушением.

## Творчество
Владимир Боудник разработал собственное художественное направление, названное им эксплозионализмом (explosionalismus), и изложил его основные принципы в ряде манифестов, изданных как в Чешской Республике, так и за рубежом. В одном из таких обращений он писал: «Картина должна уподобиться киноленте с бесконечным множеством моментов напряжения и психических взрывов, которые концентрируются на неподвижной плоскости и демонстрируются в течение бесконечно короткого времени».
В рамках нового направления художник создавал гравюры, используя инновационные методы.
В середине 50-х годов он разработал технику активной графики. Для создания своих произведений Боудник наносил на металлическую пластину царапинамы, удары молотка, долота, прожигал её автогеном, забивал в неё металлические скобы, куски жести и проволоки, впечатывал в неё различные металлические фрагменты, и с получившейся рельефной матрицы отпечатывал листы.
Также при изготовлении гравюр он использовал лоскуты ткани, металлические опилки, веревочки, куски жести и других материалов, которые затем покрывал лаком либо приваривал с помощью электродуги к чертежной доске. Затем в процессе печати Боудник наносил различные краски разными способами, делая с одной доски несколько отпечатков, отличавшихся друг от друга. Такую технику он назвал структуральной графикой.
В 1965 году Боудник разработал метод магнитной графики, при котором рельеф произведения создавался металлическими опилками, упорядоченными благодаря манипуляциям с магнитным полем.
Также он был одним из первых чешских художников, работавших с широкой общественностью, и стал предшественником хэппенингов 60-х годов.